# Dobera
Dobera je rod grmova i drveća iz porodice Salvadoraceae. Postoji dvije priznate vrste rasprostranjene u tropskoj istočnoj Africi od Sudana, Etiopije i Somalije preko Ugande, Kenije i Tanzanije do Mozambika; jug Arapskog poluotoka, Pakistana i sjeverozapadne Indije.

## Vrste
1. Dobera glabra (Forssk.) Juss. ex Poir.
2. Dobera loranthifolia Warb. ex Harms

## Sinonimi
- Platymitium Warb.; Engl., Pflanzenw. Ost-Afrikas, C: 279 (1895)
- Schizocalyx Hochst.; Flora 27(1 Beibl.): 1 (1844)
- Tomex Forssk.; Fl. Aegypt.-Arab.: 32 (1775), nom. inval.